# اورلین فایور
اورلین فایور (انگلیسی: Aurélien Faivre؛ زادهٔ ۲۲ ژوئن ۱۹۷۸) بازیکن فوتبال اهل فرانسه است.
از باشگاه‌هایی که در آن بازی کرده‌است می‌توان به باشگاه فوتبال نیم المپیک اشاره کرد.